# Roggliswil
Roggliswil is een gemeente en plaats in het Zwitserse kanton Luzern en maakte deel uit van het district Willisau tot op 1 januari 2008 de districten van Luzern werden afgeschaft.

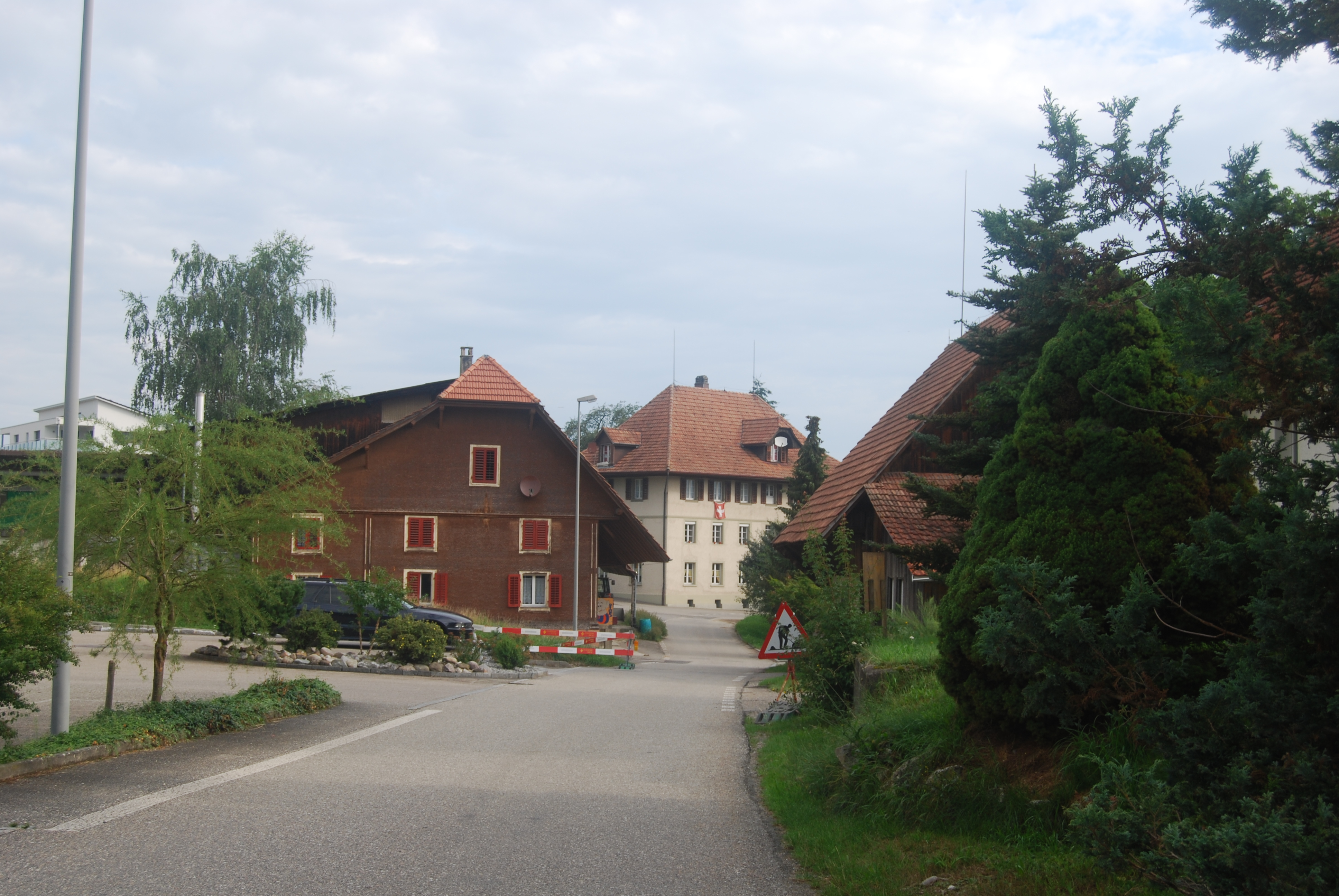
Roggliswil

Roggliswil telt 648 inwoners.

## Geboren
- Mathias Frank (1986), wielrenner